# The Latin Explosion: A New America
The Latin Explosion: A New America es un documental musical estadounidense de 2015, dirigido por Jon Alpert y Matthew O'Neill, musicalizado por Daniel Freiberg, en la fotografía estuvieron Mateo Londono, Jonathan Miller y Topher Osborn, los protagonistas son John Leguizamo, Marc Anthony y Gloria Estefan, entre otros. Esta obra se estrenó el 16 de noviembre de 2015.

## Sinopsis
Se analiza la influencia de la música latina en la cultura de Estados Unidos. Explorando los comienzos de los aportes hispanos, desde Pérez Prado, Xavier Cugat, Afro-Cubans y Tito Puente.